# Черемисинов, Георгий Андрианович
Гео́ргий Андриа́нович Череми́синов (1914—1972) — доктор сельскохозяйственных наук, профессор, первый директор Красноярского сельскохозяйственного института. Занимался изучением проблемы сельскохозяйственного использования эродированных почв.

## Биография
Родился в 1914 году в селе Жернове́ц Курского уезда Курской губернии. Окончил Воронежский сельскохозяйственный институт в 1936 году. Работал старшим агрономом, затем директором Николаевской МТС Улётовского района Читинской области, откуда в 1939 году был призван в РККА. С 1941 по 1945 год участвовал в Великой Отечественной войне. Во время службы окончил Академию химической защиты Советской Армии им. К. Е. Ворошилова. В марте 1950 году ему присуждена учёная степень кандидата сельскохозяйственных наук. В июне 1952 присвоено учёное звание доцента. До 1953 года — заместитель по научной работе директора Пензенского сельскохозяйственного института. Был первым ректором Красноярского сельскозозяйственного института с апреля 1953 по март 1957 года.
С 1962 года доктор сельскохозяйственных наук, с 1969 года — профессор. С 1963 по 1965 год директор Института удобрений и агропочвоведения.

## Научные достижения
Разработал технологию возделывания посевов культурных растений на склонах, которая включает почвозащитную обработку, применение удобрений и регуляцию водного режима, что позволяет многократно сократить смыв почвенного мелкозёма и повысить урожайность зерновых. Черемисинов одним из первых отметил селективность выноса твёрдых частиц в процессе поверхностного стока по поверхности почвы.
В 1969—1978 годах профессор Г. А. Черемисинов принимал участие в составлении «Большой Советской энциклопедии» 3-го издания в 30-и томах, автор статей по тематикам «агрохимия, агропочвоведение».

## Публикации

### Монографии
- Черемисинов Г. А. Агротехнические резервы урожайности в Пензенской области. — Пенза: Пензенское книжное изд-во, 1953. — 120 с.
- Черемисинов Г. А. Борьба с засухой и эрозией почвы. — М.: Сельхозгиз, 1955. — 136 с.
- Черемисинов Г. А. Разумно использовать удобрения: Пособие для агрохим. всеобуча. — М.: Россельхозиздат, 1964. — 63 с.
- Черемисинов Г. А. Эродированные почвы и их продуктивное использование. — М.: Колос, 1968. — 215 с.

### Авторефераты
- Черемисинов Г. А. Водный режим почв в связи с рельефом и протекающими эрозионными процессами : Автореферат дис. на соискание учен. степ. канд. с.-х. наук. — М.: Всесоюз. науч.-исслед. ин-т удобрений, агротехники и агропочвоведения им. Гедройца, 1949. — 8 с.
- Черемисинов Г. А. Агропроизводственная характеристика эродированных почв лесостепи Европейской части СССР и Красноярского края и основные агротехнические мероприятия по их продуктивному использованию : Автореферат дис. на соискание ученой степени доктора сельскохозяйственных наук. — Харьков: Харьковский ордена Трудового Красного Знамени сельскохозяйственный ин-т им. В. В. Докучаева, 1962. — 42 с.

### Статьи
- Черемисинов Г. А., Полежаева З. И. Распределение почв в Минусинской котловине в связи с рельефом и эрозионными процессами // Почвоведение : журнал. — 1959. — № 3. — С. 80—86. — ISSN 0032-180X.
- Черемисинов Г. А. Некоторые агробиологические свойства эродированных почв Полтавской области // Почвоведение : журнал. — 1962. — № 1. — С. 100—104. — ISSN 0032-180X.
- Черемисинов Г. А. Удобрение эродированных почв // Агрохимия : журнал. — 1972. — № 2. — С. 159—171.. — ISSN 0002-1881.
- Черемисинов Г. А. Агрохимическая характеристика эродированных почв // Агрохимия : журнал. — 1972. — № 8. — С. 136—149. — ISSN 0002-1881.